# Darwin Airline
Darwin Airline fue una aerolínea regional con base en Lugano, Suiza. Esta compañía operaba bajo el nombre de Adria Airways Switzerland - Operated by Darwin Airline desde septiembre de 2017.
Darwin Airline realizaba vuelos regionales e internacionales a diversos destinos situados en Italia, Francia, España, Reino Unido, Alemania, Países Bajos, Serbia, Bosnia-Herzegovina y Suiza. Sus principales bases se situaban en el Aeropuerto de Lugano y en el Aeropuerto de Ginebra.

## Historia

### Primeros años
Darwin Airlines se fundó el 12 de agosto de 2003 y comenzó a operar el 28 de julio de 2004. En octubre de 2013 contaba con 220 empleados.
El 25 de noviembre de 2010, Darwin Airlines anunció sus planes de adquirir algunos activos operativos de Baboo a principios de 2011. Según el plan, algunas partes de la aerolínea fusionada seguirían comercializándose bajo el nombre de Baboo, mientras que Darwin podría expandir sustancialmente sus operaciones.

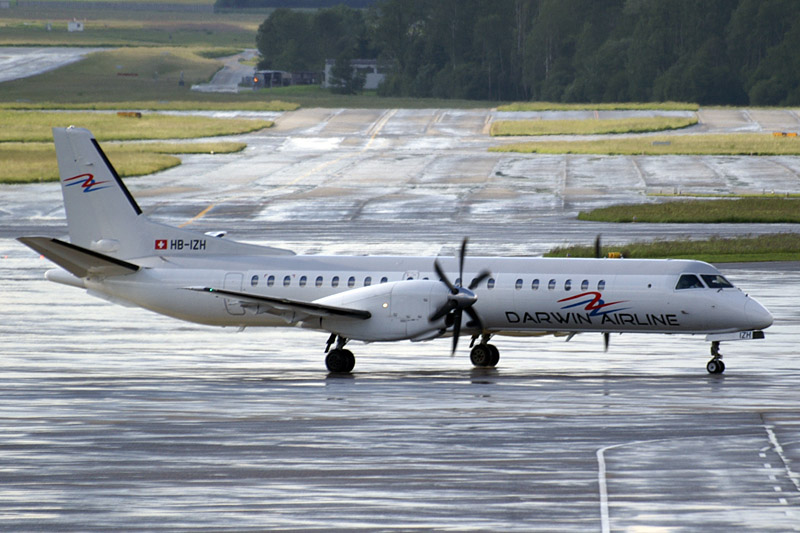
Saab 2000 de Darwin Airline (2006)

En el momento de la fusión, Baboo había devuelto su flota de tres Embraer E-190 arrendados a sus arrendadores y solo los dos Bombardier DHC-8-Q400 restantes fueron transferidos a Darwin Airline para ser utilizados en rutas de alta densidad, ya que el avión de 74 plazas ofrecía un aumento sustancial de asientos en comparación con el Saab 2000. Más tarde, ambos DHC-8-Q400 se vendieron porque tenían demasiada capacidad para la red de Darwin Airline. 
El 2 de septiembre de 2013, Darwin Airline abrió una base en Cambridge con vuelos a Ámsterdam, París-Charles de Gaulle, Milán Malpensa y su base de Ginebra utilizando aviones Saab 2000. Estos servicios se suspendieron a principios de 2014 debido a la baja demanda.

### Cooperación con Etihad Airways

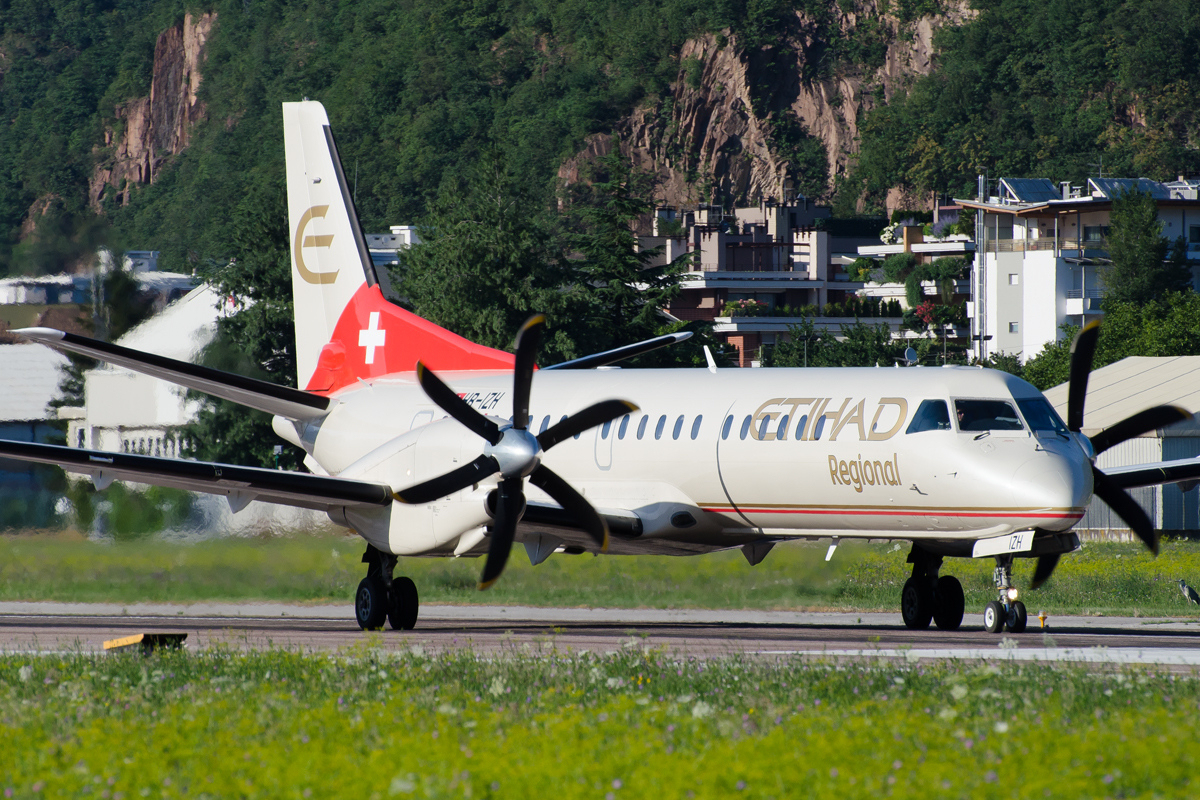
Saab 2000 de Darwin Airlines con los colores de Etihad Regional despegando del aeropuerto de Bolzano (2015)

El 17 de noviembre de 2013, Etihad Airways anunció que había comprado una participación del 33% en Darwin Airline. Tras la finalización del acuerdo, Darwin utilizó el nombre Etihad Regional con el subtítulo "operado por Darwin Airline". El primer avión de Darwin con el diseño de Etihad Regional comenzó a operar entre Lugano y Ginebra el 17 de enero de 2014; la aerolínea anunció que sus diez aviones Saab 2000 serían repintados con el diseño de Etihad a finales de junio de 2014. Cuatro ATR 72-500 alquilados a Etihad Regional también se pintarían con el nuevo diseño tan pronto como se entregaran a la compañía. A principios de 2014, Etihad Regional alquiló cuatro ATR 72-500 a Nordic Aviation Capital para ampliar las rutas desde Ginebra. 
A partir de finales de marzo de 2014, la aerolínea retiró sus rutas Ancona-Roma-Fiumicino y Trapani-Roma-Fiumicino, como resultado de las restricciones de cabotaje, que impiden a las compañías de aviación suizas operar vuelos nacionales en la Unión Europea. Anteriormente, Darwin Airline podía volar estas rutas gracias a una derogación de la Autoridad de Aviación Civil italiana, sin embargo, esta no fue renovada. En enero de 2014, Darwin Airline canceló su ruta Aosta-Roma-Fiumicino antes de que hubiera comenzado; como resultado del mismo cabotaje y la negativa de la Unión Europea a hacer una excepción para una compañía suiza.

### Reducción de operaciones
En febrero de 2014, Etihad Regional canceló las rutas planificadas de Berlín-Tegel a Poznan y Breslavia, así como la ruta Zagreb-Roma-Fiumicino. En octubre de 2014, también se cancelaron varios destinos más como Lyon, Turín y Stuttgart. Además, los servicios entre Lugano y Zúrich, que se realizaban en nombre de Swiss International Air Lines hasta el 30 de octubre de 2014, también se cancelaron cuando Swiss canceló el contrato.
En enero de 2015, se informó de que Etihad Regional se enfrentaba a una dura competencia por parte de Swiss International Air Lines; sin embargo, se afirmó que Etihad no tenía planes de cancelar la compra propuesta de una participación mayor en Darwin Airline, como sugirieron algunas fuentes. Sin embargo, en febrero de 2015, la compañía canceló más destinos como Linz y Toulouse y también anunció que despediría a una quinta parte de su personal.
El 18 de febrero de 2015, Etihad Regional cesó dos tercios de sus rutas programadas sin previo aviso, entre ellas todos los servicios a Alemania, y varios a Francia. La aerolínea continuó operando algunas de sus rutas nacionales y europeas desde Ginebra y Lugano así como el servicio doméstico italiano desde Bolzano a Roma-Fiumicino, mientras que todos los servicios hacia y desde Zúrich se cancelaron inmediatamente, excepto el servicio doméstico a Ginebra. Etihad Regional culpó a los competidores, así como a las autoridades de aviación suizas, por su fallida expansión.
El 11 de marzo de 2015, Darwin Airline confirmó que comenzaría a operar algunos de sus Saab 2000 en nombre de Air Berlin, en la que Etihad Airways también tenía una participación, a partir de abril de 2015. El 29 de marzo de 2015, también se anunció que Darwin Airline operaría todos sus cuatro ATR 72 en varias rutas nacionales para Alitalia, en la que Etihad Airways también tiene una participación.
En noviembre de 2015, SkyWork Airlines anunció la rescisión de su contrato ACMI con Darwin para diciembre de 2015 debido a la escasez de tripulación en Darwin. Las operaciones en nombre de Air Berlin también finalizaron el 30 de abril de 2016, ya que Air Berlin comenzó a operar dos de las tres rutas por sí misma, mientras que la tercera cesó.
En mayo de 2017, Darwin anunció la finalización de su ruta Ginebra-Zúrich el 29 de mayo de 2017, poniendo fin a todas las operaciones en Zúrich. La compañía planea centrarse en las operaciones de arrendamiento con Alitalia.

### Adria Airways Suiza

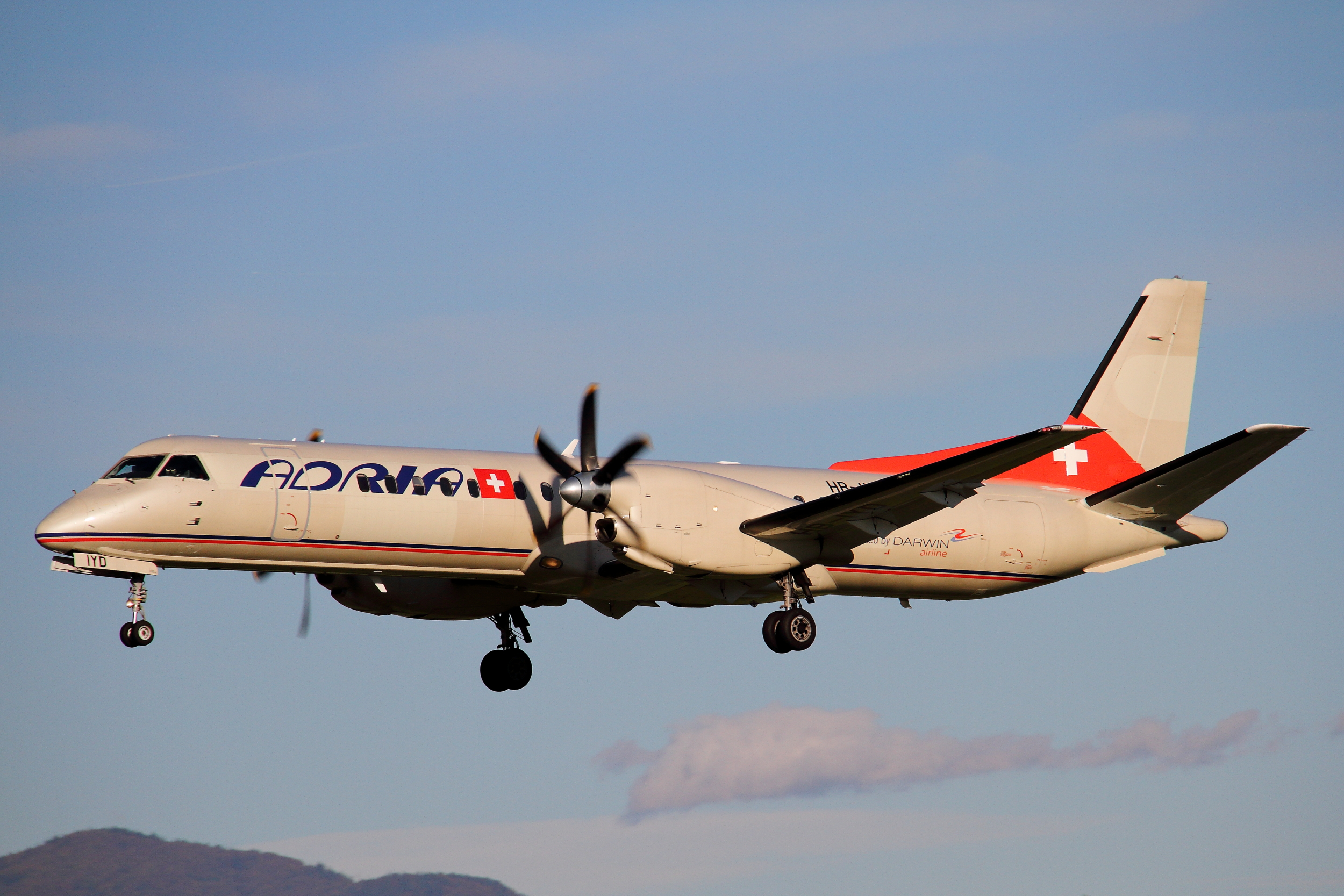
Saab 2000 de Adria Airways Switzerland aterrizando en el aeropuerto de Liubliana (2017)

En julio de 2017, Darwin Airline fue comprada por el holding propietario de Adria Airways, la aerolínea más grande de Eslovenia. Según se informa, Darwin siguió siendo una compañía separada operando como Adria Airways Switzerland. La nueva marca se hizo cargo de la flota y la red de rutas actual en septiembre de 2017 y se eliminó toda la marca Etihad del sitio web. 
Poco después, se anunció que la aerolínea cesaría todas las operaciones programadas y se concentraría en los servicios ACMI en nombre de otras aerolíneas. Los ATR 72-500 se devolverían a los arrendadores. El 27 de noviembre de 2017, Darwin Airline confirmó el cierre de su base en Lugano para fines de 2017, con el fin de todas las rutas hacia y desde allí, así como el cierre de todas las rutas estacionales de verano desde su otra base en Ginebra, dejando a la aerolínea con vuelos programados durante todo el año entre Ginebra, Lugano (hasta fin de año) y Roma.
Poco después, Darwin Airline solicitó protección por quiebra declarando una perspectiva financiera negativa debido a la pérdida de los acuerdos de arrendamiento con las aerolíneas en quiebra Air Berlin y Alitalia. El 28 de noviembre de 2017, las autoridades suizas suspendieron la licencia de operación de la aerolínea y todos los vuelos restantes dejaron de operar hasta nuevo aviso. Sin embargo, las autoridades suizas permitieron que continuaran las operaciones de arrendamiento con tripulación.
El 12 de diciembre de 2017 se anunció que Darwin Airline había sido declarada en quiebra y se disolvería, mientras que la licencia de operaciones había sido anulada. No se operarían más vuelos. Al mismo tiempo, Adria Airways anunció que, para 2018, la flota Saab 2000 de Darwin Airline sería absorbida por su empresa matriz, mientras que los ATR 72 serían devueltos a su arrendador al mismo tiempo.

## Flota histórica
Darwin Airline tuvo una flota compuesta de las siguientes aeronaves:
| Aeronaves                      | Total | Introducido | Retirado | Matrículas                                                                      |
| ------------------------------ | ----- | ----------- | -------- | ------------------------------------------------------------------------------- |
| ATR 72-500                     | 4     | 2014        | 2017     | HB-ACA, HB-ACB, HB-ACC y HB-ACD                                                 |
| De Havilland Canada Dash 8-400 | 2     | 2011        | 2012     | HB-JQA y HB-JQB                                                                 |
| Saab 2000                      | 10    | 2004        | 2017     | HB-IYD, HB-IYI, HB-IZG, HB-IZH, HB-IZJ, HB-IZP, HB-IZU, HB-IZW, HB-IZX y HB-IZZ |